# Cieszymysł
Cieszymysł – staropolskie imię męskie. Składa się z członu Cieszy- („cieszyć”) i -mysł („myśleć”, „myśl”). Mogło oznaczać „ten, którego cieszy myślenie”.
Cieszymysł imieniny obchodzi 13 marca i 18 listopada.